# آرتم نوویکوف
آرتم نوویکوف (انگلیسی: Artem Novikov؛ زادهٔ ۱۳ ژانویه ۱۹۸۷) سیاست‌مدار اهل قرقیزستان است. وی از ۱۴ نوامبر ۲۰۲۰ تا ۳ فوریه ۲۰۲۱ نخست‌وزیر موقت قرقیزستان بود.